# 프렌즈타운
프렌즈타운(영어: FRIENDS TOWN)은 카카오프렌즈 IP를 활용하여 2019년 출시한 모바일 운영체제 기반의 4방향 매치3 퍼즐 게임이다. 퍼즐을 깨며 그 보상으로 카카오프렌즈들의 특징과 성격과 세계관을 살린 독립적으로 마련된 테마의 마을들을 가꿔가는 형식이다.
스토리에 따라 미션(퍼즐)을 깨고 인테리어하며 시각적인 추가보상 얻는 이 스토리와 퍼즐과 꾸미기가 합쳐진 게임스타일은 Playrix사의 꿈의 정원(2012년 출시)과 꿈의 집(2017년 출시)의 성공 이후로 많은 매치3 게임들이 채택하는 방식이다. 꿈의 시리즈와 달리 퍼즐의 난이도가 쉽고, 귀여운 캐릭터와 함께하며, SNG 요소를 통해 친구의 타운을 방문하면서 꾸미기 아이템을 추가로 얻어올 수 있으나, 아이템의 회전이 불가하고, 배치 위치가 고정적인건 마찬가지라 '꾸미기 게임'을 표방했음에도 꾸미기에 사실 한계가 있다. 캐릭터별로 주어진 타운의 미션을 깨며 5개의 에피소드를 확인할 수 있으며, 이 스토리들은 '스토리북'에 날짜와 함께 앨범형태로 수집되어 다시 열람할 수 있다. 퍼즐부분에서는 독창성을 찾기 힘든점이 다소 아쉽다. 경쟁요소는 적어 느긋하게 즐길 수 있는 편이다. 기존의 프렌즈퍼즐게임시리즈 프렌즈팝콘, 프렌즈팝, 프렌즈타워, 프렌즈젬과 달리 가로모드라 한손 플레이가 불편해졌다. 시작 캐릭터를 고를 수 있는 몇몇 프렌즈 게임과 달리 프렌즈 타운은 첫 플레이 타운이 어피치의 피치가든으로 고정된다.
사전 예약수 240만명으로 카카오게임 역대 최다 수치를, 출시한 지 5일만에 애플 앱스토어 1위를 달성한 바 있다. 구글 플레이의 2019년을 빛낸 캐주얼 게임에 선정되어 최우수상을 수상하기도 했다.

## 마을
| 마을      | 마을      | 업데이트 |
| --------- | --------- | -------- |
| 어피치    | 피치 가든 |          |
| 튜브      | 리조트    |          |
| 콘        | 연구소    |          |
| 네오      | 성        | 2019-05  |
| 무지      | 놀이공원  | 2019-07  |
| 제이지    | 페스티벌  | 2019-09  |
| 라이언    | 둥둥 항구 | 2019-10  |
| 프로도    | 사막 별장 | 2019-12  |
| 마을 광장 | 마을 광장 | 2020-01  |
| 하늘 광장 | 하늘 광장 | 2020-03  |